# Карагай (Бурабайський район)
Карага́й (каз. Қарағай) — село у складі Бурабайського району Акмолинської області Казахстану. Входить до складу Успеноюр'євського сільського округу.
Населення — 27 осіб (2021; 25 у 2009, 152 у 1999, 166 у 1989).
Національний склад станом на 1989 рік:
- казахи — 100 %.

У радянські часи село також називалось Таскинаул.